# Rostom Szaduri
Rostom Siemionowicz Szaduri (ros. Ростом Семёнович Шадури, ur. 1908 we wsi Kazbegi w Gruzji, zm. ?) – polityk Gruzińskiej SRR.

## Życiorys
Od 1924 do 1927 uczył się w szkole edukacji fabryczno-zawodowej im. Kamo w Tyflisie, 1927-1930 był słuchaczem fakultetu robotniczego przy Gruzińskim Instytucie Politechnicznym, a 1930-1935 studiował na Wydziale Inżynieryjno-Fizycznym Leningradzkiego Instytutu Industrialnego. Od 1929 do czerwca 1930 był pełnomocnikiem gazety "Komsomolskaja prawda" w Zakaukaskiej FSRR, w 1932 został przyjęty do WKP(b), 1936–1937 był sekretarzem Tyfliskiego Instytutu Politechnicznego i młodszym pracownikiem naukowym Instytutu Fizyki, a 1938–1939 szefem Departamentu Szkół Wyższych Ludowego Komisariatu Oświaty Gruzińskiej SRR. Od 1939 do 1945 pracował w KC WKP(b), od 7 maja 1945 do 30 grudnia 1948 był członkiem Zarządu ds. Sztuk przy Radzie Komisarzy Ludowych Gruzińskiej SRR, od 9 czerwca do 24 listopada 1948 sekretarzem KC Komunistycznej Partii (bolszewików) Gruzji ds. propagandy i agitacji, a od 24 listopada 1948 do grudnia 1951 sekretarzem KC KP(b)G. Był odznaczony Orderem Czerwonego Sztandaru Pracy.